# تالین ابو حنا
تالین ابو حنا (به انگلیسی: Talleen Abu Hanna)(زاده ۲۸ سپتامبر ۱۹۸۵) مدل، بازیگر و ملکه زیبایی از شهروندان عرب اسرائیلی است.
او یک زن ترنس است.
او برنده مسابقه زیبایی در سال ۲۰۱۶ شد، او اولین تاج دوشیزه ترنس اسرائیل را به خود اختصاص داد و نایب قهرمان مسابقه میس استار اینترنشنال که مسابقه زیبایی زنان ترنس است، شد.